# Дерек Салліван
Дерек Салліван (англ. Derek Sullivan; 10 серпня 1930, Ньюпорт — 30 вересня 1983) — валлійський футболіст, що грав на позиції захисника.
Виступав, зокрема, за клуб «Кардіфф Сіті», а також національну збірну Уельсу.

## Клубна кар'єра
У дорослому футболі дебютував 1947 року виступами за команду клубу «Кардіфф Сіті», в якій провів чотирнадцять сезонів, взявши участь у 276 матчах чемпіонату.
Згодом з 1961 по 1964 рік грав у складі команд клубів «Вест-Бромвіч Альбіон», «Ньюпорт Каунті» та «Герефорд Юнайтед».
Завершив професійну ігрову кар'єру у валлійському «Еббу Вейл», за команду якого виступав протягом 1964—1965 років.
Помер 30 вересня 1983 року на 54-му році життя.

## Виступи за збірну
1953 року дебютував в офіційних матчах у складі національної збірної Уельсу. Протягом кар'єри у національній команді, яка тривала 7 років, провів у формі головної команди країни лише 17 матчів.
У складі збірної був учасником чемпіонату світу 1958 року у Швеції.